# Donatella Ziliotto
Donatella Ziliotto (Trieste, 12 giugno 1932) è una scrittrice, curatrice editoriale e traduttrice italiana.

## Biografia
Iniziò nel 1958, come collaboratrice della casa editrce Vallecchi, per cui diresse la collana Il Martin Pescatore, per passare poi alla Salani dove diresse la collana Gli istrici. Suo il merito di aver introdotto in Italia (spesso anche traducendoli) autori come  Astrid Lindgren, Tove Jansson, Michael Ende, Roald Dahl, J.K. Rowling. Tra gli scrittori tradotti o riadattati si ricordano anche Beatrix Potter, Jacques Prévert, Lewis Carroll, Daniel Pennac, Federico Garcia Lorca, Charlotte Brontë, Cervantes. Nel 1964 sul Pioniere dell'Unità supplemento per ragazzi furono pubblicati due suoi racconti: nel n. 15 La barra sull'acqua e nel n.47 Pelle nera. Dal 1970 collaborò con la RAI per la realizzazione di programmi televisivi per ragazzi. Ha ricevuto due volte il Premio Andersen (premio speciale della giuria), nel 2008 per il complesso della sua attività, nel 2016 per il libro Un chilo di piume un chilo di piombo.

## Opere principali
Delle sue opere, più volte ristampate o riedite, si fornisce la prima edizione.
- Il ciclone dei Caraibi, Bologna, Malipiero, 1956
- Mister Master, Firenze, Vallecchi, 1962
- Pelle nera, Firenze, Vallecchi, 1964
- Tea Patata, Firenze, Vallecchi, 1968
- Il bambino di plastica, Firenze, Giunti, 1979
- Tato Strampalato e Titina Perbenino, Trieste, Elle, 1981
- Il maestro Bora, Trieste, EL, 1983
- Trollina e Perla, Trieste, Elle, 1984
- Io, nano, Milano, Mondadori, 1989
- Un chilo di piume un chilo di piombo, Torino, Einaudi ragazzi, 1992
- Anelli di drago, Firenze, Giunti, 1994
- Il nonno non è vecchio, Milano, Feltrinelli, 2000
- Cavallo d'aria, Milano, Mondadori, 2006
- Pensa, giornalino! Diari di una bambina che amava i diari, Milano, Bompiani, 2018